# List krwią pisany
List krwią pisany – wietnamski film akcji z 2012 roku. Film zrealizowano podstawie powieści Bui Anh Tana, której bohaterem jest żyjący w XV wieku Nguyễn Anh Vũ.
Jest to jedna z najdroższych superprodukcji filmowych zrealizowanych w Wietnamie, a zarazem pierwszy wietnamski obraz należący do gatunku wuxia.

## Fabuła
Mistrz sztuk walki Nguyen Vu, od wielu lat mieszka w odosobnieniu w buddyjskim klasztorze. Pewnego dnia odkrywa, że jest jedynym ocalałym potomkiem królewskiego doradcy Nguyen Traia. Dowiaduje się też, że jego ojca stracono za rzekomy udział w spisku na życie władcy. Vu opuszcza klasztor i wyrusza na poszukiwania listu, napisanego krwią przez dworskiego eunucha. List ten zawiera prawdę o wydarzeniach związanych ze spiskiem. Vu pragnie oczyścić dobre imię ojca. Jednak prawdziwi zabójcy zrobią wszystko, by mu przeszkodzić. Nieoczekiwanie Vu przychodzą z pomocą dwie siostry.

## Obsada
- Huynh Dong (Nguyen Vu),
- Midu (Hoa Xuan),
- Khuong Ngoc (Tran Tong Quan),
- Minh Thuan (Su Phu),
- Kim Hien (Hoa Ha),
- Mai Anh (Co Gai Dien),
- Van Anh (Vuong Gia),
- Tuan Binh (Nguyen Vu Luc Nho),
- Nguyen Chau (Ong Chu Quan Nuoc),
- Ba Cuong (Vuong Thien)